# Bloedbad van München

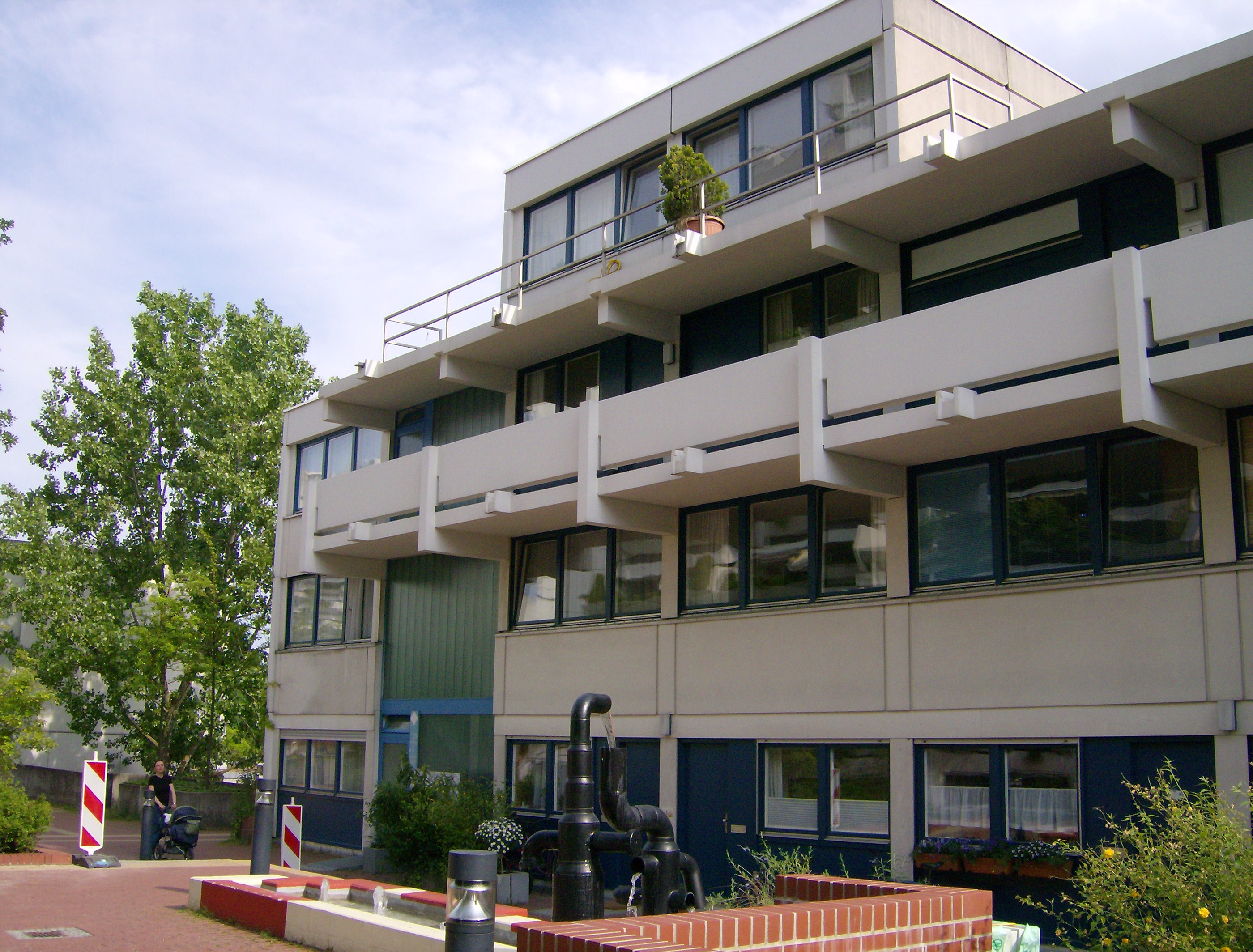
Het gebouw waar het bloedblad plaatsvond is in 2007 nog vrijwel onveranderd.

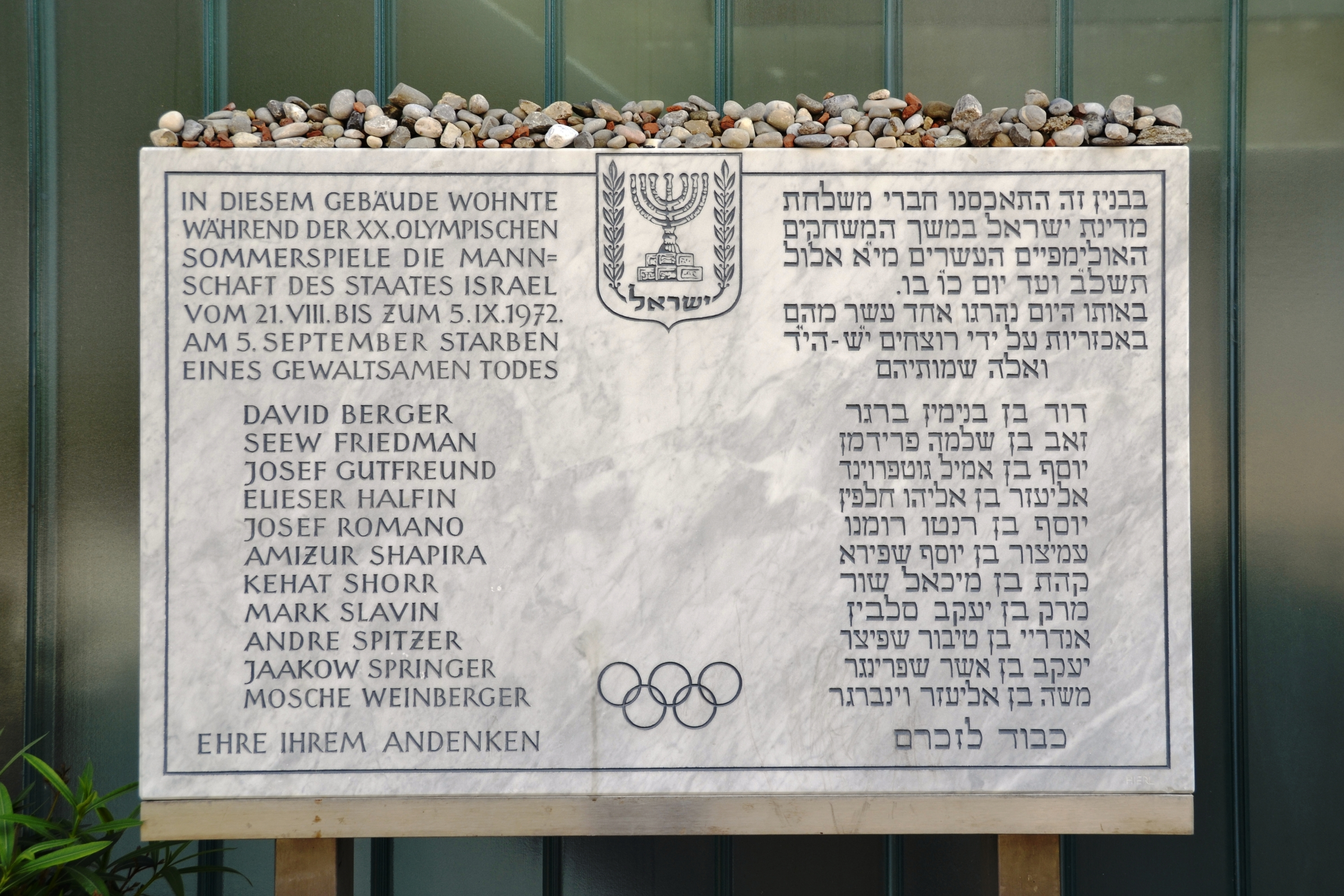
Een plaquette, met tekst in het Duits en Hebreeuws, herinnert aan de gebeurtenis.

Het Bloedbad van München speelde zich af tijdens de Olympische Zomerspelen 1972 die in de (West-)Duitse stad München werden gehouden.
Elf atleten en officials van de Israëlische ploeg werden in de nacht van 4 op 5 september gegijzeld in hun appartement in het olympisch dorp door leden van de Palestijnse terreurbeweging Zwarte September. Uiteindelijk vonden alle elf Israëliërs en een Duitse politieman de dood. Tijdens de pogingen de atleten te redden vonden vijf van de acht gijzelnemers eveneens de dood. De drie terroristen die het bloedbad overleefden werden later door West-Duitsland vrijgelaten, na de kaping van een vliegtuig van Lufthansa. Op het bloedbad volgde een reeks van Israëlische wraakacties, waarbij twee van de drie ontsnapte gijzelnemers gedood werden. Jamal Al-Gashey is van de acht terroristen als enige nog in leven.

## Verloop van de gijzeling
De Israëlische atleten waren na een avondje stappen, waarbij ze een voorstelling van Fiddler on the Roof hadden bezocht, teruggekeerd in hun appartement. Rond half vijf, toen de atleten al lagen te slapen, drongen de acht terroristen van de terreurbeweging Zwarte September het appartement binnen met behulp van gestolen sleutels. Ze droegen zwarte pakken en hadden geweren en granaten bij zich.
Worstelscheidsrechter Yossef Gutfreund hoorde een vreemd geluid bij de deur van het appartement en toen hij polshoogte ging nemen zag hij de deur opengaan en de gemaskerde mannen binnendringen. Hij schreeuwde Hevre tistalku! (Hebreeuws: חברה תיסתלקו, Nederlands: Jongens, wegwezen hier!) en gooide zijn volle gewicht van ongeveer 135 kilogram tegen de deur aan om de mannen tegen te houden. Tijdens alle commotie konden trainer Tuvia Sokolovsky en snelwandelaar Shaul Ladany vluchten en konden vier andere atleten, plus de twee teamdoktoren en de chef-de-mission Shmuel Lalkin zich verstoppen. Worstelcoach Moshe Weinberg viel de gijzelnemers aan toen de gijzelaars een voor een bij elkaar werden gezet. Hierdoor kon worstelaar Gad Tsobari ontsnappen. Weinberg wist een van de gijzelnemers bewusteloos te slaan en kon een ander met een fruitmesje in het lichaam steken, alvorens hij werd doodgeschoten. Gewichtheffer Yossef Romano verwondde eveneens een van de gijzelnemers, maar werd op zijn beurt eveneens doodgeschoten.
Op dat moment waren er nog negen levende gijzelaars, Yossef Gutfreund, de in de Verenigde Staten geboren gewichtheffer David Berger, worstelaar Mark Slavin, jurylid gewichtheffen Yacov Springer, gewichtheffer Ze'ev Friedman, atletiekcoach Amitzur Shapira, worstelaar Eliezer Halfin, schiettrainer Kehat Shorr en schermtrainer Andre Spitzer. De gijzelnemers waren Luttif Afif (de leider), Yusuf Nazzal, Afif Ahmed Hamid, Khalid Jawad, Ahmed Chic Thaa, Mohammed Safady, Adnan Al-Gashey en zijn neef Jamal Al-Gashey. Afif, Nazzal en ten minste een van de anderen werkten op verschillende locaties binnen het olympisch dorp en konden zodoende poolshoogte nemen in het dorp. Een Uruguayaanse atleet (met wie de Israëliërs samen met de delegatie van Hongkong het appartement deelden) verklaarde achteraf dat hij Nazzal minder dan 24 uur voor de bewuste aanval nog in het appartement had gezien, maar omdat Nazzal een werknemer was vond hij het niet vreemd dat de man daar aanwezig was. De delegaties van Uruguay en Hongkong mochten tijdens de gijzeling het appartement verlaten.

## Eisen
De gijzelnemers eisten de vrijlating en vrije aftocht naar Egypte van 234 Palestijnen en niet-Arabieren uit de Israëlische gevangenis alsmede de vrijlating van Andreas Baader en Ulrike Meinhof, de leiders van de Rote Armee Fraktion, uit de Duitse gevangenis. Nadat de minister-president van Israël, Golda Meïr, had aangegeven niet op de eisen van de gijzelnemers in te zullen gaan restte alleen een gewapend ingrijpen.

## Mislukte reddingspogingen
De bevrijdingsoperatie werd geleid door Manfred Schreiber. In eerste instantie was het de bedoeling blok 31 van het olympisch dorp te bestormen. Maar toen duidelijk werd dat de gijzelnemers doorkregen dat er iets stond te gebeuren werden de voorbereidingen afgeblazen. De gijzelnemers gingen vervolgens samen met de gijzelaars naar het militaire vliegveld Fürstenfeldbruck. Eerst een stuk met een bus, daarna in een helikopter. Op Fürstenfeldbruck stond een vliegtuig klaar waarmee de gijzelnemers naar Caïro zouden vliegen. Het was echter nooit de bedoeling om de gijzelnemers daadwerkelijk te laten gaan.
Na controle van het vliegtuig door de leider van de terroristen werd hem duidelijk dat het een valstrik van de politie was. Er waren geen piloten in het vliegtuig. De leider liep terug naar de helikopters. Hierop werd het vuur geopend door de politie. De interventie liep uit op een drama: de gijzelnemers openden het vuur op de politie en de gegijzelden en wierpen tevens een handgranaat in de helikopter waarin de gegijzelden zich bevonden. Alle gegijzelden kwamen hierbij om het leven. Vijf van de acht terroristen werden ook gedood.
De oorzaak van deze mislukking hangt samen met diverse factoren:
- De slechte voorbereiding en uitvoering van de interventie. In wezen bestond het politieteam uit gewone agenten en niet uit een speciale eenheid die hiervoor getraind was. Oorzaak hiervan ligt deels in de tijdgeest: een nieuw soort terreur deed zijn intrede, en speciale politie-eenheden voor bestrijding ervan bestonden nog niet. Desalniettemin kan het ronduit slordig worden genoemd dat het politieteam op het vliegveld niet wist dat er acht terroristen waren. In het appartement waren er aanvankelijk vijf geteld. Pas tijdens de busreis naar het vliegveld werd duidelijk dat het er acht waren. Het politieteam op het vliegveld werd daar niet van op de hoogte gesteld.
- Een cruciale factor met betrekking tot het mislukken van deze actie was het ontbreken van getrainde scherpschutters. De politie beschikte niet over scherpschutters en de West-Duitse wet stond in 1972 niet toe dat militairen aan binnenlandse operaties mee zouden doen. De ervaren militaire scherpschutters waren dus afwezig. De vijf aanwezige "scherpschutters" waren gewone politiemensen die voor de operatie geselecteerd waren omdat ze in hun vrije tijd geweer schoten. Ze beschikten niet over de juiste wapens, vizieren en nachtzichtapparatuur en lagen bovendien in elkaars vuurlinie. De terroristen bevonden zich ten tijde van de interventie buiten de helikopters op de landingsbaan op korte afstand van de politie. Het is daarom redelijk om aan te nemen dat bij aanwezigheid van goede scherpschutters een en ander beëindigd had kunnen worden zonder doden aan de kant van de sporters.

Naar aanleiding van de mislukte bevrijdingsoperatie heeft Duitsland de speciale politie-eenheid GSG 9 opgericht. Ook werd het PSG-1 precisiegeweer ontwikkeld.

## Impact op de Spelen
Direct na de gijzeling werd het competitieprogramma van de Spelen opgeschort; dit was voor het eerst in de geschiedenis van de moderne Olympische Spelen. Op 6 september werd een herdenkingsceremonie gehouden in het Olympisch stadion, bijgewoond door 3.000 atleten en zo'n 80.000 toeschouwers. Tijdens deze bijeenkomst kreeg een familielid van een van de slachtoffers van het drama een hartaanval en overleed. De Olympische vlag en vlaggen van deelnemende landen werden halfstok gehangen. Tien Arabische landen protesteerden hiertegen en hun vlaggen werden bijna meteen weer in de top gehesen.
IOC-voorzitter Avery Brundage maakte tijdens zijn toespraak weinig toespelingen op het lot van de Israëliërs en leek de gebeurtenissen zelfs te relativeren, wat bij nabestaanden en anderen tot boosheid leidde. Hij besloot de Spelen door te laten gaan, hetgeen hij aankondigde met de woorden "The Games must go on!" (De Spelen moeten doorgaan). Dit tot ontzetting van veel mensen in Israël en daarbuiten.

## Nasleep van het gijzelingsdrama
Er waren na de bevrijdingsactie op de Duitse luchthaven Fürstenfeldbrück op 6 september 1972 nog drie terroristen in leven: vijf van de acht terroristen waren door de Duitse politie gedood.
De drie overlevende terroristen (Mohammed Safady, Jamal al-Gashey en diens oom Adnan) werden gevangengenomen. Ze bleven uiteindelijk slechts 53 dagen in Duitse hechtenis, totdat hun vrijlating middels een andere terreurdaad werd afgedwongen. Op 29 oktober 1972 werd een vliegtuig van Lufthansa gekaapt. Die kapers eisten de vrijlating van de drie in München gevangen terroristen. De Duitse autoriteiten willigden deze eis in en zetten de drie op een vliegtuig naar Libië, waar ze in de hoofdstad Tripoli als helden werden onthaald. 
De Israëlische minister-president Golda Meïr reageerde hierop door de Mossad opdracht te geven elk lid van Zwarte September te liquideren. Deze operatie staat bekend als de Operatie Toorn van God. Er werd een militaire eenheid, Caesarea, onder leiding van Mossad-officier Michael 'Mike' Harari, belast met de uitvoering van de liquidaties.
Bij de operatie Springtime of Youth in april 1973 doodde het team onder leiding van Ehud Barak, de latere premier van Israël, een aantal PLO-activisten en -leidinggevenden bij een operatie in Beiroet. 
Bij deze acties werd een fout gemaakt. In Noorwegen werd op 21 juli 1973 een kelner van Marokkaanse afkomst doodgeschoten. De Mossad dacht dat hij Ali Hassan Salameh was, de leider van Zwarte September, maar uiteindelijk bleek het om een andere persoon te gaan. Deze gebeurtenis staat bekend als de Lillehammer-affaire. De echte Ali Hassan Salameh werd uiteindelijk gedood door een autobom in Beiroet op 22 januari 1979. 
Bij verdere liquidatieacties werden nog twee van de overlevende terroristen gedood. Er was uiteindelijk nog één terrorist in leven: Jamal al-Gashey, die in 1999 een interview gaf voor de documentaire One Day in September over de gijzelingsactie in München. Hij had al verschillende aanslagen op zijn leven overleefd. Hij leeft nog steeds ondergedoken in Afrika. 
De laatste actie van het team was de liquidatie van Atef Bseiso in Parijs in 1992. Hij was toen hoofd van de Palestijnse veiligheidsdienst. 
Naast Jamal al-Gashey was er nog een verantwoordelijke terrorist in leven: Abu Daoud, het brein achter de gijzelingsactie in München. Hij was echter niet persoonlijk aanwezig bij de terroristische actie, maar werkte achter de schermen. Er werd door de Mossad een aanslag op hem gepleegd in een café in Warschau in augustus 1981, waarbij hij zwaargewond raakte. Hij genas in Oost-Berlijn van zijn verwondingen en zou daarna naar Damascus zijn gevlucht. Aan een door de Duitse justitie uitgevaardigd uitleveringsbevel heeft Syrië nooit voldaan. Op 3 juli 2010 werd bekend dat hij op 73-jarige leeftijd aan nierfalen is overleden. 
De (Nederlandse) vrouw van Andre Spitzer leidde de actie om schadevergoeding van de Duitse autoriteiten te krijgen. Pas in 2004 werd een akkoord bereikt tussen de Duitse regering en de families van de vermoorde Israëli's. Ankie Spitzer hertrouwde later, heet nu Ankie Rechess-Spitzer, en werd correspondent voor Nieuwsuur en de VRT in Israël. Zij voerde tevens actie voor een officiële herdenking van de gebeurtenissen. Daar kwam het op 3 augustus 2016 van, in aanloop naar de Zomerspelen in Rio, in het olympisch dorp.
Op 23 juli 2021, 49 jaar na het drama, werd voor het eerst bij de ceremoniële opening van de spelen in Tokio een korte stilte in acht genomen voor de doden van toen, dit op verzoek van IOC-voorzitter Bach. Naast de weduwes Romano en Spitzer waren ook vertegenwoordigers van de Israëlische sportwereld hierbij aanwezig.
In augustus 2022 werd bekend dat de er waarschijnlijk een akkoord is over smartengeld voor de nabestaanden van de aanslag. Duitsland zou bereid zijn om 28 miljoen euro te betalen. Over het bedrag werd jaren onderhandeld.

## Film
- In 1999 verscheen de documentaire One day in September van de Britse regisseur Kevin Macdonald over de gijzeling. Deze kreeg in 1999 de Oscar voor de beste documentaire.
- In 2005 verscheen van de hand van de Amerikaanse regisseur Steven Spielberg de film Munich over het gijzelingsdrama en de Israëlische vergeldingsacties.
- In 2022 maakte Twan Huys voor KRO-NCRV de documentaire Ankie, de Olympische weduwe over Ankie Rechess (Den Haag, 2 januari 1946), de weduwe van de vermoorde atleet André Spitzer.
- Vanuit het perspectief van de ABC-Sports crew gaf de film September 5 (2024) een realistisch beeld van gebeurtenissen en morele dilemma's.